# 何塞·纳兰霍
何塞·纳兰霍（西班牙語：José Naranjo，1926年3月19日—2012年12月13日），墨西哥男子足球运动员，司职前锋。他曾代表墨西哥国家队参加1950年和1954年国际足联世界杯，两届比赛均止步小组赛阶段。